# タクティカルペン

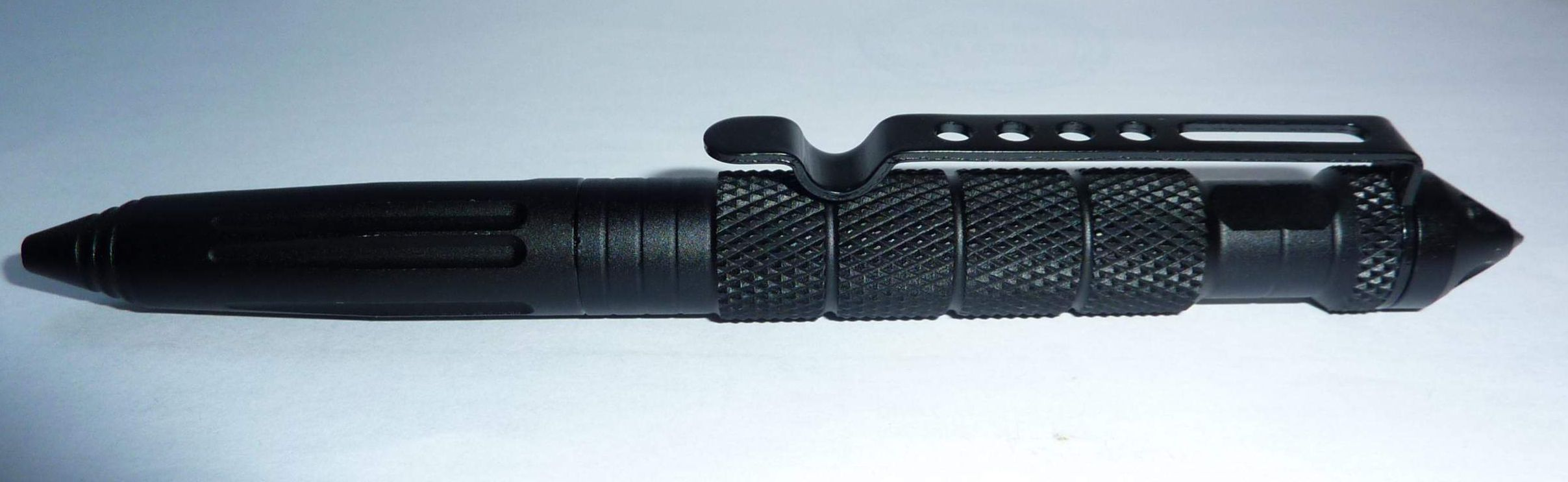
タクティカルペン（左がペン部、右がクボタン部）

タクティカルペン（tactical pen）とは、護身具としての機能を持つペンである。「タクティカル」（tactical）は「戦術的な」を意味する英語。

## 概説
アルミニウムなど軽量かつ丈夫な金属で出来ていて先端が尖っている。先端部のみタングステン鋼を用いて硬度を上げているタイプもある。平常時から筆記具として身につけておき、非常時には護身具クボタンとして、また、自動車に閉じ込められた時などの脱出用グラスブレーカー（ガラスを破壊する器具）としても使用できるものである。
ペン部分は大抵ボールペンであり、ペンライトのものもある。中には犯人の証拠（DNA型鑑定）として使用するため、わずかに敵の皮膚を剥ぎ取るDNAキャッチの機能を持つものもある。
価格は10ユーロ台から100ユーロを超えるものまで様々である。ボールペン部は有名筆記具メーカー(パーカーなど)のボールペン替芯に対応しているものが多い。

## 主なブランド
銃器メーカーなどが参入している。
- UZI（イスラエル・ミリタリー・インダストリーズ）
- COLT（コルト・ファイヤーアームズ）
- スミス&ウェッソン
- ベレッタ（ファブリカ・ダルミ・ピエトロ・ベレッタ）
- インペリアル・シュレード
- ジェネリーク
- ゼロトレランス
- ベンチマーク
- ユナイテッドカトラリー
- Vktech
- リザードリック
- 5.11タクティカル